# Sepedonea guatemalana
Sepedonea guatemalana är en tvåvingeart som först beskrevs av Steyskal 1951.  Sepedonea guatemalana ingår i släktet Sepedonea och familjen kärrflugor. Inga underarter finns listade i Catalogue of Life.